# Witulin

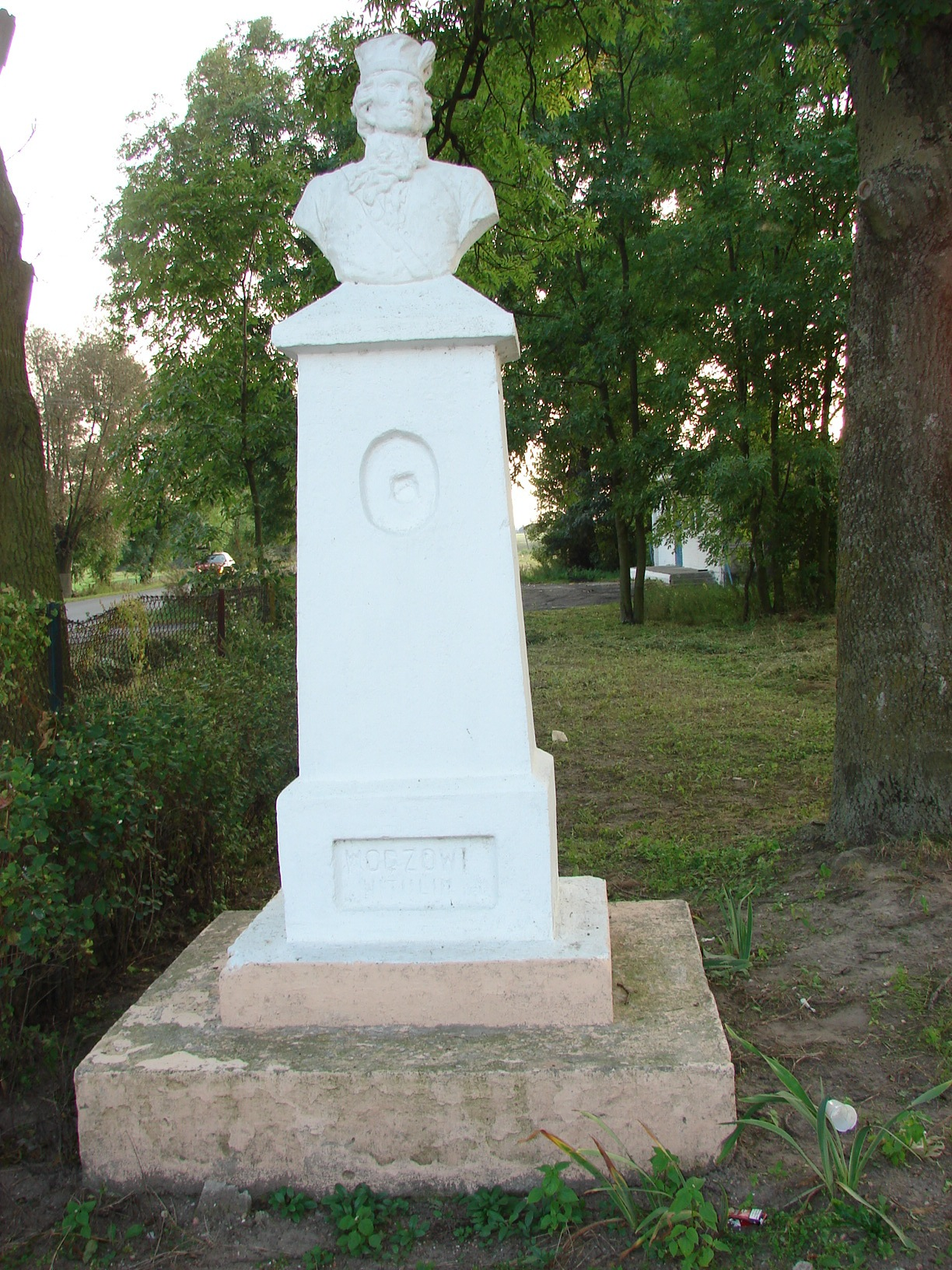
Pomnik Tadeusza Kościuszki

Witulin – wieś w Polsce położona w województwie lubelskim, na Równinie Łukowskiej w powiecie bialskim, w gminie Leśna Podlaska. Leży nad rzeką Klukówką, dopływem Krzny.
| SIMC    | Nazwa      | Rodzaj    |
| ------- | ---------- | --------- |
| 1022050 | Dwór       | część wsi |
| 0014775 | Haczki     | kolonia   |
| 1022133 | Pieściucha | kolonia   |
| 1022185 | Wycinka    | kolonia   |

W latach 1809–1932 miejscowość była siedzibą gminy Witulin. W latach 1954–1959 wieś należała i była siedzibą władz gromady Witulin, po jej zniesieniu w gromadzie Leśna Podlaska. W latach 1975–1998 miejscowość administracyjnie należała do województwa bialskopodlaskiego.
Wieś jest sołectwem w gminie Leśna Podlaska. Według Narodowego Spisu Powszechnego z roku 2011 wieś liczyła 352 mieszkańców.

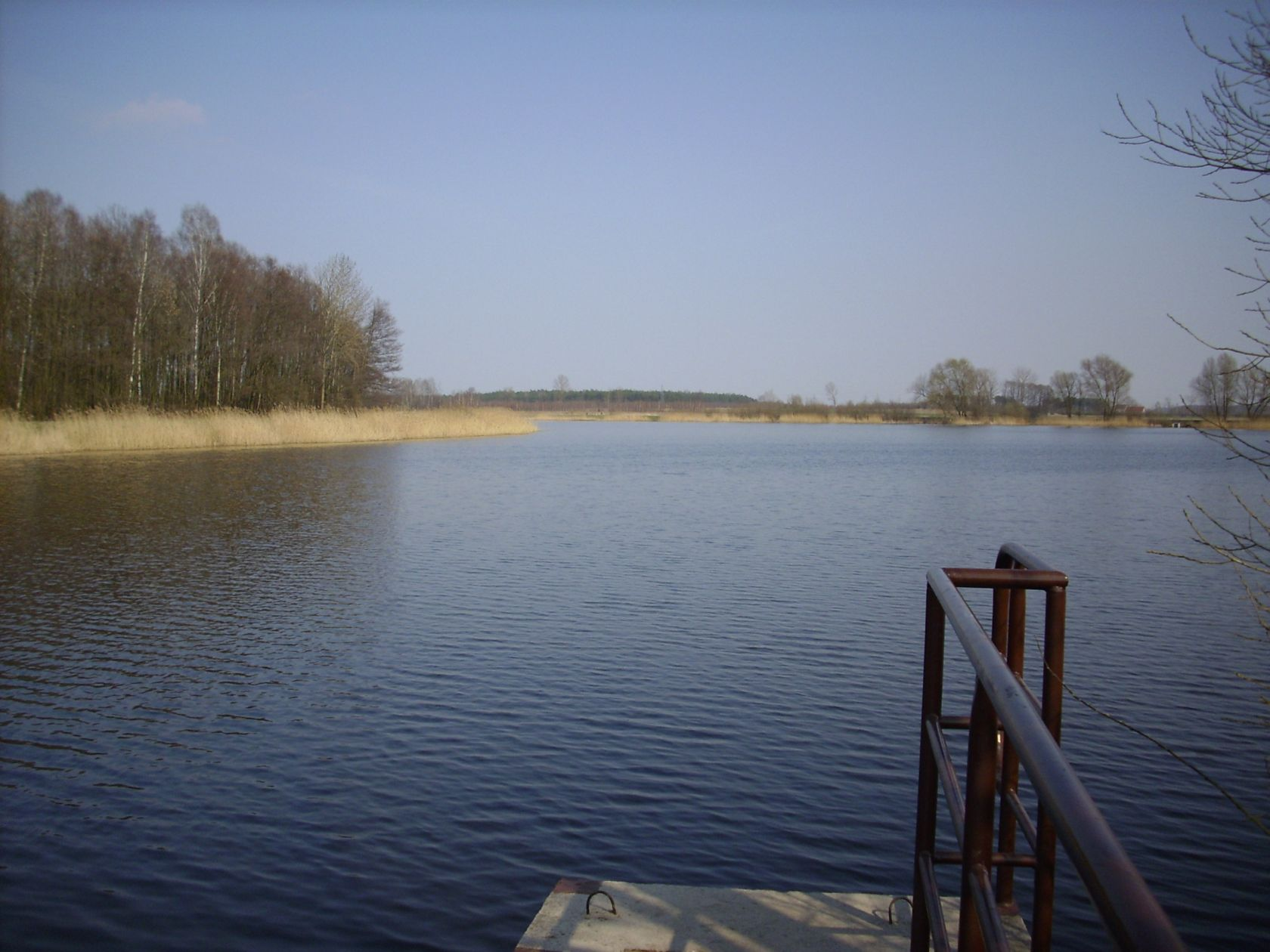
Zalew Terebela

Znajduje się w pd.-wsch. części gminy Leśna Podlaska, przy drodze wojewódzkiej Biała Podlaska – Leśna Podlaska. Zajmuje drugie miejsce w gminie pod względem powierzchni (944 ha) i pierwsze w kategorii liczby gospodarstw (84). W sołectwie żyje 422 mieszkańców. Zabudowa zagrodowa zwarta, murowana i drewniana. Produkcję rolną obsługuje gorzelnia oraz zlewnia mleka. Ponadto są 3 sklepy, remizo-świetlica, klub dyskotekowy (czynny w soboty), punkt biblioteczny, prywatna winnica i filia szkoły podstawowej. Ochronie podlegają dwa obiekty przyrodnicze: drzewo pomnikowe (lipa drobnolistna) i las wodochronny Zadworne.
Funkcje retencyjno-rekreacyjne spełnia Zalew Terebela (Zalew Witulin) o powierzchni 40 ha.
Użytkowanie ziemi: grunty orne 53,8%, sady 0,6% użytki zielone 19,2%, lasy 18,8%, inne 7,6%.

## Historia
Dobra Witulin, które pierwotnie składały się z wsi Ossówka, Nosów, Bukowice, Nosowska Wólka, Komarno i Konstantynów (dawniej Kozierady), zostały kupione w 1642 roku od Koniecpolskich przez wojewodę sandomierskiego Jana Firleja z Dąbrowy. Dobra te przejściowo posiadał jego zięć podczaszy litewski Krzysztof Sapieha. W 1649 r. dobra te nabył wojewoda brzeski Krzysztof Piotr Piekarski. Po jego śmierci w 1672 r. znalazły się one w rękach jego córki Anny, wdowy po Melchiorze Stanisławie Sawickim, którego syn (Dominik Kazimierz Sawicki, kasztelan brzeski) sprzedał je w 1688 r. wojewodzie sieradzkiemu Janowi Chryzostomowi Pieniążkowi. Jedyna jego córka Maria Kazimiera wniosła w 1700 roku posag w postaci tych dóbr do małżeństwa z hrabią Karolem Juliuszem Sedlnickim. Sedlnicki około 1720 roku wybudował dwór, na miejscu wcześniej spalonej rezydencji. W dworze tym przebywał rzadko i tylko w porze letniej, bowiem mieszkał w (nieistniejącym dziś) pałacu w Ostromęczynie, a później przeniósł do założonej przez siebie rezydencji w Konstantynowie. W Witulinie natomiast wychowywał się jego syn Karol Józef Sedlnicki. Po śmierci Sedlnickiego Witulin przejął Kazimierz Wężyk z Wielkiej Rudy. Jednym z jego synów był poeta Franciszek Wężyk urodzony w Witulinie 7 października 1785 roku.
Witulin w końcu XIX wieku jak podaje Słownik geograficzny Królestwa Polskiego posiadał cerkiew parafialną (dekanatu łosickiego) z 1666 r., szkołę podstawową (dawniej początkową), miał 61 domostw i 492 mieszkańców.
Opis Witulina podany przez W. Łoskiego w Tygodniku Ilustrowanym z 1877 roku:
Gmina Witulin (obecnie Witulin nie ma praw gminy) graniczyła z gminami: Rokitno, Zakanale, Kornica, Huszlew i Swory. Miała 16672 mórg obszaru i 3080 mieszkańców z czego 2415 prawosławnych (przy czym po zlikwidowaniu przez władze carskie w 1875 roku kościoła unickiego, zaliczono do nich także administracyjnie wszystkich unitów), 718 katolików i 16 żydów. W skład gminy wchodziły wsie: Bordziłówka, Bukowce, Nosów, Droblin, Hrud, Klukowszczyzna, Leśna, Mariampol, Nowinki, Ossówka, Roskosz oraz nieistniejące już: Kajków, Koszelówka, Owczarnia i Pasieka. Folwark Witulin rozległy był na 1746 mórg, z czego grunty orne to (mórg) 980, łąki 228, pastwiska 154, las 330, w odpadkach 11, nieużytki 43, budowle murowane 13, budowle drewniane 12.
We wsi zachowały się następujące budowle:
- drewniany kościół pw. św. Michała Archanioła z 1741 r. – początkowo był cerkwią unicką, od 1874 r. – cerkiew prawosławna, w 1919 zrewindykowany na rzecz Kościoła katolickiego. Od roku 1928 pełni funkcję kościoła parafialnego parafii św. Michała Archanioła.
- drewniana dzwonnica z przełomu XIX i XX wieku (obok kościoła)
- oranżeria murowana z drugiej połowy XIX wieku (zachowana tylko częściowo)
- kuchnia dworska (spełniająca funkcje szkoły podstawowej), czworak, gorzelnia oraz magazyn spirytusowy i spichlerz
- pomnik Tadeusza Kościuszki z 1931 roku, postawiony dla upamiętnienia mieszkańców wsi biorących czynny udział w insurekcji kościuszkowskiej (w 1794 r.) z napisem „Wodzowi Witulin”
- wiatrak koźlak z końca XIX wieku

Istniał również ponad 300-letni dwór modrzewiowy, lecz został spalony w okresie II wojny światowej.
W Witulinie urodził się w 1879 prawosławny metropolita miński i słucki Melchizedek (Pajewski), którego ojciec, Lew Pajewski, był prawosławnym duchownym i badaczem historii regionalnej.